# Nemipterus nemurus
Nemipterus nemurus är en fiskart som först beskrevs av Bleeker, 1857.  Nemipterus nemurus ingår i släktet Nemipterus och familjen Nemipteridae. IUCN kategoriserar arten globalt som livskraftig. Inga underarter finns listade i Catalogue of Life.